# Colomastix semiplumosa
Colomastix semiplumosa is een vlokreeftensoort uit de familie van de Colomastigidae. De wetenschappelijke naam van de soort is voor het eerst geldig gepubliceerd in 2005 door Ariyama.